# Yusuf Öztürk
Yusuf Öztürk (* 1. August 1973 in Rize) ist ein ehemaliger türkischer Boxer im Halbschwergewicht. Er war unter anderem Teilnehmer der Olympischen Sommerspiele 1996 in Atlanta.

## Boxkarriere
Yusuf Öztürk begann 1987 bei Cemal Güven mit dem Boxsport und wurde 7-facher Türkischer Meister. Er gewann 1994 eine Bronzemedaille bei den Goodwill Games in Sankt Petersburg und 1996 eine Bronzemedaille bei der Europameisterschaft in Vejle, wobei ihm ein Sieg gegen Thomas Ulrich gelungen war. Er hatte sich damit für die Olympischen Sommerspiele 1996 in Atlanta qualifiziert, wo er noch in der Vorrunde gegen Pietro Aurino ausschied.
1997 war er Teilnehmer der Mittelmeerspiele in Bari und der Weltmeisterschaft in Budapest, wo er nach Siegen gegen Stipe Drviš und Alexei Trofimow, im Viertelfinale gegen Isael Álvarez unterlag.
Bei der Europameisterschaft 1998 in Minsk und der Weltmeisterschaft 1999 in Houston verlor er jeweils in der Vorrunde.

### Auswahl int. Turnierergebnisse
- Februar 1998: 2. Platz beim Ahmet Cömert Tournament in der Türkei[8]
- September 1997: 2. Platz beim Tammer Tournament in Finnland[9]
- Mai 1997: 2. Platz beim Ahmet Cömert Tournament in der Türkei[10]
- Mai 1996: 2. Platz beim Ahmet Cömert Tournament in der Türkei[11]
- Mai 1996: 2. Platz beim Golden Belt Tournament in Rumänien[12]
- April 1994: 2. Platz beim Ahmet Cömert Tournament in der Türkei[13]
- April 1994: 3. Platz beim Golden Belt Tournament in Rumänien[14]
- Juni 1993: 3. Platz beim Ahmet Cömert Tournament in der Türkei[15]
- Juni 1990: 2. Platz beim Balaton Junior Cup in Ungarn[16]

## Sonstiges
Yusuf Öztürk hat drei Brüder sowie drei Schwestern und ist in Ereğli aufgewachsen. Er studierte Sport an der Sakarya Üniversitesi, wurde Vorstandsmitglied des Türkischen Boxverbandes, sowie Sportlehrer und Boxtrainer beim Club Erdemirspor und der Türkischen Nationalmannschaft.
2013 heiratete er die Lehrerin Merve Güney.